# Шуту
Шуту (рум. Șutu) — село у повіті Клуж в Румунії. Входить до складу комуни Чуріла.
Село розташоване на відстані 313 км на північний захід від Бухареста, 18 км на південь від Клуж-Напоки.

## Населення
За даними перепису населення 2002 року у селі проживали 127 осіб, усі — румуни. Усі жителі села рідною мовою назвали румунську.